# Criodion angustatum
Criodion angustatum là một loài bọ cánh cứng trong họ Cerambycidae.